# Formostenus tanypetiolatus
Formostenus tanypetiolatus là một loài tò vò trong họ Ichneumonidae.